# 紿田英哉
紿田 英哉（たいだ ひでや）は、日本の実業家。丸紅専務取締役、丸紅英国会社（現・丸紅欧州会社）社長、丸紅経済研究所会長、国際教養大学特任教授・理事を務めた。

## 略歴
長野県伊那市出身。長野諏訪清陵高等学校を経て、東京大学教養学部卒業。丸紅入社。同社常務取締役を経て、同社専務取締役、丸紅英国会社（現・丸紅欧州会社）社長、丸紅経済研究所会長。2002年国際交流基金理事・日米センター所長。スズキ・メソード国際協会（ISA）理事長、国際教養大学特任教授・理事、アークヒルズクラブ専務理事、学校法人桐朋学園理事、国際経済交流財団理事、サイトウキネン財団評議員、空港総合研究所理事、アメリカ研究振興会理事などを務めた。

## 受賞歴
- 2002年 名誉大英帝国勲章「CBE」
- 2010年 外務大臣表彰

## 著書

### 共著
- 『英国ビジネスガイド』遠藤俊也共著 有斐閣ビジネス 1987年